# Нишитокио
Нишитокио (в превод Западно Токио) е град в префектура Токио, Япония. Населението му е 203 258 жители (по приблизителна оценка от октомври 2018 г.), а площта му e 15,85 km². Намира се в часова зона UTC+9. Основан е през 2001 г.